# Liste der Baudenkmale in Friedeburg
In der Liste der Baudenkmale in Friedeburg sind alle Baudenkmale der niedersächsischen Gemeinde Friedeburg im Landkreis Wittmund aufgelistet. Grundlage ist die veröffentlichte Denkmalliste des Landkreises (Stand: November 2000).
Baudenkmale sind „im Sinne des Gesetzes Bodendenkmale, bewegliche Denkmale und Denkmale der Erdgeschichte.“ Die Denkmalliste der Gemeinde Friedeburg umfasst 36 einzelne Baudenkmale und acht Gruppendenkmale mit 19 Objekten, von denen jedoch alle bereits als Einzeldenkmale ausgewiesen sind.
Die Liste umfasst, falls vorhanden, eine Fotografie des Denkmals, als Bezeichnung den Namen, sonst den Gebäudetyp und die Adresse, das Datum der Unterschutzstellung und die Eintragungsnummer der Denkmalbehörde.

## Einzeldenkmale
| Bild                                        | Bezeichnung                                 | Lage                                             | Beschreibung | Bauzeit                                              | Eingetragen seit | Denkmal- nummer |
| ------------------------------------------- | ------------------------------------------- | ------------------------------------------------ | --- | ---------------------------------------------------- | ---------------- | --------------- |
| BW                                          | Wohn-/Wirtschaftsgebäude, Gulfhaus          | Frieslandstraße 54, Dose Karte                   | Ziegelbau: Traufgesims aus Ziegelformsteinen, alte Schiebefenster und Türen                                                                                             | Erste Hälfte 19. Jahrhundert                         |                  | 1               |
| BW                                          | Wohn-/Wirtschaftsgebäude, Gulfhaus          | Streitfelderweg 7, Dose Karte                    | Ziegelbau mit Fachwerk-Resten: Wirtschaftsteil mit tiefem Vollwalm, Wohngiebel mit ehemaligem Backofenanbau (Fragment), Fenster zum Teil mit Holzblockrahmen            | Anfang 19. Jahrhundert                               |                  | 2               |
| BW                                          | ehem. Gasthaus, Gulfhaus                    | Dorfstraße 2, Etzel Karte                        | Gulfhaus mit langem Wohnteil, Ziegelbau mit Querbalkenlage, Klötzchenfries. Alte Raumaufteilung und Türen erhalten                                                      | 18. Jahrhundert                                      |                  | 3               |
| BW                                          | Wohn-/Wirtschaftsgebäude, Gulfhaus          | Haferlander Weg 2, Etzel Karte                   | Ziegelbau: Wirtschaftsgiebel voll abgewalmt, Wohnteil mit schmalen Kübbungen. Umfassende Restaurierung 1986/87                                                          | 19. Jahrhundert (Kern aus dem 17. Jahrhundert?)      |                  | 4               |
| BW                                          | Friedhof                                    | Kirchweg 4, Etzel Karte                          | |                                                      |                  | 5               |
| Glockenturm                                 | Glockenturm                                 | Kirchweg 4, Etzel Karte                          | Als Torturm ausgebildeter Ziegelbau | 1660                                                 |                  | 6               |
| St. Martinus-Kirche                         | St. Martinus-Kirche                         | Kirchweg 4, Etzel Karte                          | Einschiffiger Granitquader- und Ziegelbau | 13. Jahrhundert                                      |                  | 7               |
| Burgbrunnen                                 | Burgbrunnen                                 | Friedeburger Hauptstraße 18, Friedeburg Karte    | Mittelalterliche Brunnenanlage der um 1765 abgetragenen Friedeburg |                                                      |                  | 8               |
| BW                                          | Mühlenstumpf                                | Friedeburger Hauptstraße 18, Friedeburg Karte    | Nach Abtragung der ehemaligen Friedeburg auf dem Unterbau des sogenannten Pulverturmes als Holländerwindmühle errichtet, kein Gebäuderest                               | um 1765                                              |                  | 9               |
| BW                                          | Müllerhaus, Gulfhaus                        | Friedeburger Hauptstraße 18, Friedeburg Karte    | Nach Abtragung der ehemaligen Friedeburg im Bereich des Burghofes bzw. des inneren Grabens errichtet                                                                    | um 1765                                              |                  | 10              |
| Wohn-/Wirtschaftsgebäude, Gulfhaus (Museum) | Wohn-/Wirtschaftsgebäude, Gulfhaus (Museum) | Friedeburger Hauptstraße 60, Friedeburg Karte    | Ziegelbau: Traufgesims aus Ziegelformsteinen, Wohnteil mit Schiebefenstern                                                                                              | Erste Hälfte 19. Jahrhundert                         |                  | 11              |
| BW                                          | Gasthaus Landhotel Oltmanns                 | Friedeburger Hauptstraße 79, Friedeburg Karte    | |                                                      | 25.11.1986       | 12              |
| Rathaus                                     | Rathaus                                     | Friedeburger Hauptstraße 96/98, Friedeburg Karte | Zweigeschossige Ziegelbauten: Ursprünglich freistehende Gebäude mit modernem Zwischentrakt, Walmdächer und Gesimsgliederung, profilierte Türgewände                     | um 1840                                              |                  | 13              |
| BW                                          | Ehemalige Posthalterei, Gulfhaus            | Krummer Weg 2, Hesel Karte                       | Gut erhaltenes Gulfhaus mit Anbau an den Wohnteil wohl um 1920 | 19. Jahrhundert                                      |                  | 14              |
| Brücke Hoheesche                            | Brücke Hoheesche                            | Hoheescher Weg, Hoheesche Karte                  | Eiserne Drehbrücke mit gemauerten Widerlagern |                                                      |                  | 15              |
|                                             | Grenzpfahl                                  | Am Weißen Moor, Horsten                          | Holzpfahl von 1,80 Metern Höhe mit Inschriftresten, Grenzmarkierung zwischen dem Königreich Preußen und dem Großherzogtum Oldenburg                                     | 1867/1870                                            |                  | 16              |
| Gedenkstätte                                | Gedenkstätte                                | Etzeler Straße, Horsten                          | Gestaltete Grünanlage mit altem Baumbestand zur Erinnerung an die Kriegstoten 1870/1871, erweitert um die Kriegstoten 1914/1918 und 1939/1945                           | Ende 19. Jahrhundert                                 |                  | 17              |
| Windmühle Erks                              | Windmühle Erks                              | Horster Hauptstraße 5, Horsten Karte             | Zweigeschossiger, oktogonaler Galerieholländer | 1838                                                 |                  | 18              |
| Glockenturm                                 | Glockenturm                                 | Kirchstraße, Horsten Karte                       | Ziegelbau | 13. Jahrhundert                                      |                  | 19              |
| St.-Mauritius-Kirche                        | St.-Mauritius-Kirche                        | Kirchstraße, Horsten Karte                       | Einschiffiger Ziegelbau mit halbrunder Ostapsis, mit Kirchwarft und Friedhof                                                                                            | Erste Hälfte 13. Jahrhundert                         |                  | 20              |
| Alte Pastorei                               | Alte Pastorei                               | Kirchstraße 2, Horsten Karte                     | Wohn-/Wirtschaftsgebäude: Eingeschossiger Backsteinbau unter Krüppelwalmdach, Wohnteil-Fenster wohl verändert                                                           | Erste Hälfte 19. Jahrhundert                         |                  | 21              |
| Landarbeiterhaus                            | Landarbeiterhaus                            | Kirchstraße 39, Horsten Karte                    | Wohn-/Wirtschaftsgebäude |                                                      | 06.06.1988       | 22              |
| Wohn-/Wirtschaftsgebäude, Gulfhaus          | Wohn-/Wirtschaftsgebäude, Gulfhaus          | Schütting 7, Horsten Karte                       | Eingeschossiger Backsteinbau unter Krüppelwalmdach, Wirtschaftsteil mit Traufgesims, im Wohnteil originale Stichbogenfenster mit Verdachungen, Giebel mit Ortganggesims | um 1880 (Innenteil älter)                            |                  | 23              |
| BW                                          | Friedhof                                    | Marxer Hauptstraße 31, Marx Karte                | |                                                      |                  | 24              |
| Glockenturm                                 | Glockenturm                                 | Marxer Hauptstraße 31, Marx Karte                | Ziegelbau | 13. Jahrhundert                                      |                  | 25              |
| St.-Marcus-Kirche                           | St.-Marcus-Kirche                           | Marxer Hauptstraße 31, Marx Karte                | Einschiffiger Granitquaderbau mit halbrunder Ostapsis, mit Kirchwarft                                                                                                   | Ende 12. Jahrhundert, Westwand im Ziegelbau von 1841 |                  | 26              |
| BW                                          | Wohn-/Wirtschaftsgebäude, Gulfhaus          | Marxer Hauptstraße 32, Marx Karte                | Ziegelbau mit Lisenen, Gesimsen und Verdachungen, originale Fenster und Türen erhalten                                                                                  | um 1900                                              |                  | 27              |
| BW                                          | Brücke Alte Wassermühle                     | Borgweg, Reepsholt Karte                         | Eiserne Drehbrücke mit gemauerten Widerlagern | um 1885                                              |                  | 28              |
| BW                                          | Brückenwärterhäuschen                       | Borgweg 3, Reepsholt Karte                       | Ziegelbau |                                                      |                  | 29              |
| BW                                          | Forsthaus                                   | Borgweg 12, Reepsholt Karte                      | Gulfhaus mit quer vorgebautem Wohnhaus, Ziegelbau mit Gesimsgliederung und Holzveranda                                                                                  | um 1905, Scheunenteil mit älterem Innengerüst        |                  | 30              |
| BW                                          | Friedhof                                    | Frieslandstraße 1, Reepsholt Karte               | |                                                      |                  | 31              |
| St. Mauritius                               | St. Mauritius                               | Frieslandstraße 1, Reepsholt Karte               | Einschiffiger, ursprünglich gewölbter Granitquader-/Ziegelbau mit polygonalem Chorschluss, Westturm 1474 zerstört, seitdem Ruine                                        | Ende 13. Jahrhundert                                 |                  | 32              |
| BW                                          | Wohn-/Wirtschaftsgebäude, Gulfhaus          | Ovelgönne 2, Reepsholt Karte                     | Ziegelbau mit Traufgesims und Ziegelformsteinen, mit alten Schiebefenstern und wohl ursprünglichem Raumgefüge                                                           | Erste Hälfte 19. Jahrhundert                         |                  | 33              |
| BW                                          | Wohn-/Wirtschaftsgebäude, Gulfhaus          | Steenweg 3, Reepsholt Karte                      | Ziegelbau, Wirtschaftsteil mit Vollwalm | 1822, Giebelzone des Wohnteils um 1910               |                  | 34              |
| BW                                          | Brücke Schleuse Wiesede                     | Kardweg, Wiesede Karte                           | Klappbrücke | um 1885                                              |                  | 35              |
| BW                                          | Schleuse Wiesede                            | Kardweg, Wiesede Karte                           | Schmale ausgemauerte Schleusenkammer mit hölzernen Toren | um 1885                                              |                  | 36              |

## Gruppendenkmale

### Gruppe: Kirchwurt Etzel
Die Gruppe „Kirchwurt Etzel“ hat die ID 33966886.

| Lage                                  | Bezeichnung | Beschreibung | ID       | Bild           |
| ------------------------------------- | ----------- | ------------ | -------- | -------------- |
| Kirchweg 4 53° 28′ 3″ N, 7° 54′ 19″ O | Kirche      |              | 34608710 | Weitere Bilder |
| Kirchweg 4 53° 28′ 4″ N, 7° 54′ 18″ O | Kirchwurt   |              | 34608449 | Weitere Bilder |
| Kirchweg 4 53° 28′ 3″ N, 7° 54′ 17″ O | Glockenturm |              | 34608736 | Weitere Bilder |

### Gruppe: Ehem. Burganlage Friedeburg
Die Gruppe „Ehem. Burganlage Friedeburg“ hat die ID 34603974.

| Lage                                                    | Bezeichnung  | Beschreibung                  | ID       | Bild |
| ------------------------------------------------------- | ------------ | ----------------------------- | -------- | ---- |
| Friedeburger Hauptstraße 18 53° 26′ 52″ N, 7° 50′ 39″ O | Wohnhaus     | Müllerhaus (Gulfhaus)         | 34609468 | BW   |
| Friedeburger Hauptstraße 18 53° 26′ 50″ N, 7° 50′ 38″ O | Mühlenstumpf | Friedeburg (ehem. Pulverturm) | 34609410 | BW   |

### Gruppe: Schleuse Wiesede
Die Gruppe „Schleuse Wiesede“ hat die ID 34602854.

| Lage                               | Bezeichnung     | Beschreibung                        | ID       | Bild           |
| ---------------------------------- | --------------- | ----------------------------------- | -------- | -------------- |
| Kardweg 53° 28′ 5″ N, 7° 46′ 11″ O | Brücke          | „Schleuse Wiesede“ (Ems-Jade-Kanal) | 34609329 | Weitere Bilder |
| Kardweg 53° 28′ 4″ N, 7° 46′ 10″ O | Schleusenanlage | „Schleuse Wiesede“ (Ems-Jade-Kanal) | 34609356 | Weitere Bilder |

### Gruppe: Kirchwurt Reepsholt
Die Gruppe „Kirchwurt Reepsholt“ hat die ID 34602871.

| Lage                                          | Bezeichnung | Beschreibung             | ID       | Bild |
| --------------------------------------------- | ----------- | ------------------------ | -------- | ---- |
| Frieslandstraße 1 53° 29′ 12″ N, 7° 50′ 44″ O | Kirche      | St. Mauritius, ev.-luth. | 34609250 |      |
| Frieslandstraße 1 53° 29′ 12″ N, 7° 50′ 41″ O | Kirchwurt   | St. Mauritius, ev.-luth. | 34608394 | BW   |

### Gruppe: Kirchwurt Horsten
Die Gruppe „Kirchwurt Horsten“ hat die ID 34602909.

| Lage                                      | Bezeichnung              | Beschreibung                     | ID       | Bild |
| ----------------------------------------- | ------------------------ | -------------------------------- | -------- | ---- |
| Kirchstraße 53° 27′ 9″ N, 7° 56′ 31″ O    | Kirche                   |                                  | 34608948 |      |
| Kirchstraße 53° 27′ 9″ N, 7° 56′ 30″ O    | Kirchwurt                |                                  | 34608370 |      |
| Kirchstraße 53° 27′ 9″ N, 7° 56′ 33″ O    | Glockenturm              |                                  | 34608973 |      |
| Kirchstraße 2 53° 27′ 10″ N, 7° 56′ 32″ O | Wohn-/Wirtschaftsgebäude | Alte Pastorei (ehem. Küsterhaus) | 34608919 | BW   |

### Gruppe: Horsten, Denkmalsanlage
Die Gruppe „Horsten, Denkmalsanlage“ hat die ID 34602989.

| Lage                                                | Bezeichnung  | Beschreibung                          | ID       | Bild |
| --------------------------------------------------- | ------------ | ------------------------------------- | -------- | ---- |
| Etzeler Straße/Schütting 53° 27′ 8″ N, 7° 56′ 25″ O | Gedenkstätte | Grünanlage mit mehreren Gedenksteinen | 34608863 |      |

### Gruppe: Kirchwurt Marx
Die Gruppe „Kirchwurt Marx“ hat die ID 34602932

| Lage                                              | Bezeichnung | Beschreibung            | ID       | Bild |
| ------------------------------------------------- | ----------- | ----------------------- | -------- | ---- |
| Marxer Hauptstraße 31 53° 26′ 9″ N, 7° 51′ 19″ O  | Kirche      | Marcuskirche, ev.-luth. | 34609070 |      |
| Marxer Hauptstraße 31 53° 26′ 8″ N, 7° 51′ 19″ O  | Kirchwurt   | Marcuskirche, ev.-luth. | 34608419 | BW   |
| Marxer Hauptstraße 31 53° 26′ 10″ N, 7° 51′ 20″ O | Glockenturm | Marcuskirche, ev.-luth. | 34609098 | BW   |

### Gruppe: Friedeburg, Brücke „Wassermühle“
Die Gruppe „Friedeburg, Brücke „Wassermühle““ hat die ID 34602971.

| Lage                                  | Bezeichnung       | Beschreibung | ID       | Bild |
| ------------------------------------- | ----------------- | ------------ | -------- | ---- |
| Borgweg 53° 28′ 30″ N, 7° 49′ 17″ O   | Brücke            | Reepsholt    | 34609201 | BW   |
| Borgweg 3 53° 28′ 30″ N, 7° 49′ 18″ O | Brückenwärterhaus |              | 34609152 | BW   |